# (385185) 1993 RO
(385185) 1993 RO là một plutino. Vật thể này là plutino thứ hai được phát hiện, chỉ sau đúng Sao Diêm Vương.Tiếp sau sự phát hiện của vật thể này là 1993 RP và (15788) 1993 SB trong lần lượt một và hai ngày sau đó. Các nhà thiên văn đã phát được plutino này bằng kính viễn vọng 2,2m tại đài thiên văn Mauna Kea. đường kính ước tính của nó là khoảng 90 km với suất phản chiếu khoảng 0,09.